# 山手満男
山手 満男（やまて みつお、1913年（大正2年）1月20日 – 1973年（昭和48年）4月17日）は、昭和期の日本の政治家。労働大臣。

## 来歴・人物
1913年山口県玖珂郡周東町（現在の岩国市）生まれ。旧制松江高等学校を経て、1937年に京都帝国大学法学部を卒業後、東洋紡績に入社。戦時中はジャワ島ジョクジャカルタの軍委託タバコ工場に派遣されていた。
戦後帰国して同社（東洋紡績）四日市工場に勤務する傍ら東洋紡績労働組合の役員。その後、三重繊維工業の役員→毛織物共同組合役員→四日市織物等各社の役員→伊勢毛織協同組合理事長などを歴任し、1949年の第24回衆議院議員総選挙に民主党公認で三重県第1区 (中選挙区)（旧三重1区）から立候補して初当選（当選同期に池田勇人・佐藤栄作・前尾繁三郎・麻生太賀吉・橋本龍伍・小渕光平・西村英一・橋本登美三郎・福永健司・塚原俊郎・木村俊夫・藤枝泉介・稲葉修・河本敏夫・森山欽司・床次徳二・有田喜一など）。自由民主党結成に加わり、以後三重県の繊維業界をバックに当選9回を果たす。
1955年第3次鳩山内閣において一万田尚登蔵相の下で大蔵政務次官を務めたことをきっかけに、一時期山手が中心となって「一万田派」立ち上げを試みたことがあった。その後は三木武夫派メンバーとして定着する。経済問題・中小企業問題の専門家として地元四日市市の工業の発展に寄与した。
1966年に第1次佐藤内閣の労働大臣として初入閣。1972年に政界を引退した。翌年の1973年4月17日死去。享年60。

## 親族
- 山手拓郎（元新自由クラブ三重県連代表）
- 山手卓男（元山手満男衆議院議員秘書、元山口県議会議員=岩国市・玖珂郡区選出）